# Nore og Uvdal
Nore og Uvdal é uma comuna da Noruega, com 2 507 km² de área e 2 695 habitantes (censo de 2004).